# Oxapampeus weyrauchi
Oxapampeus weyrauchi is een hooiwagen uit de familie Gonyleptidae.